# キタゾウアザラシ
キタゾウアザラシ（北象海豹、Mirounga angustirostris）は食肉目鰭脚類アザラシ科ゾウアザラシ属に属するアザラシである。
ゾウアザラシ属はキタゾウアザラシとミナミゾウアザラシの2種で構成される。

## 形態
キタゾウアザラシはアシカ亜目の中ではミナミゾウアザラシに次いで2番目に身体が大きい種である。ミナミゾウアザラシよりも若干小さいが、ゾウアザラシの特徴である象鼻はキタゾウアザラシの方が大きい。
ミナミゾウアザラシ同様に性的二形が見られ、オスは体重1,500〜2,300kg、体長4〜5mに達するが、メスは体重400〜900kg、体長2.5〜3.6m程度である。
ハーレムを形成する一夫多妻制であり、強い雄は一繁殖期で50頭もの雌を妊娠させることができる。

## 生息地

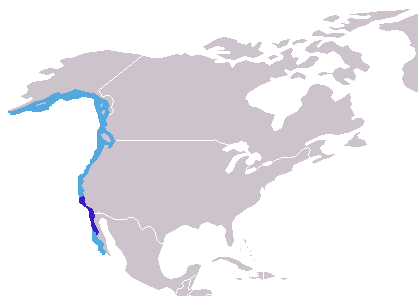
分布図

キタゾウアザラシは北太平洋の北アメリカ大陸西岸に棲息する。北はアメリカのアラスカ州から南はカリフォルニア州やメキシコのバハ・カリフォルニア州の海岸にかけての海域を回遊する。出産、育児、換毛は主にカリフォルニア沖の島々で行う。カリフォルニアの湾岸では多くの営巣地（コロニー）が観察されており、カリフォルニア湾では近年は増加が見られる。
かつて本種が北西太平洋やアジア圏に棲息していたかは不明である。
カムチャッカ半島沖にあるコマンドルスキー諸島では2000年代に数個体によって定着が試みられたが、現地のトドとの競合によって阻害されたと見られる。
日本では1989年に伊豆諸島の新島で雄が、2001年に館山市の波左間付近で幼体が確認された事がある。2017年10月16日には山形県の海岸で雌が見つかり、鶴岡市立加茂水族館に保護された。集団での棲息地から遠い日本での放流は不適切と判断した同水族館が、2018年3月17日から一般公開されたが、2022年6月28日に死亡した。

## 生息数
19世紀には体脂肪から脂を採るための商業的なアザラシ漁が行われ、キタゾウアザラシは絶滅近くにまで減少した。
当時の個体数は100頭から1,000頭であったと考えられている。20世紀に入る頃、メキシコのグアダルーペ島において群生繁殖地（ルッカリー）が残っていることがわかり、メキシコ政府による保護が始まった。
20世紀初頭より、メキシコとアメリカの両国において法律的に保護されるようになり、現在では個体数は10万頭以上にまで回復してきた。カリフォルニアでは、年率25%で個体数が増加し、新しい営巣地が確立されている。しかしながら、病気や毒物の汚染による絶滅の危険性は依然として存在している。またエルニーニョ現象やそれによって引き起こされる異常気象が及ぼす個体数への影響も問題であり、1997年から翌年までのエルニーニョ現象は産まれた仔の80%の死亡を引き起こしたと考えられている。

## 生態

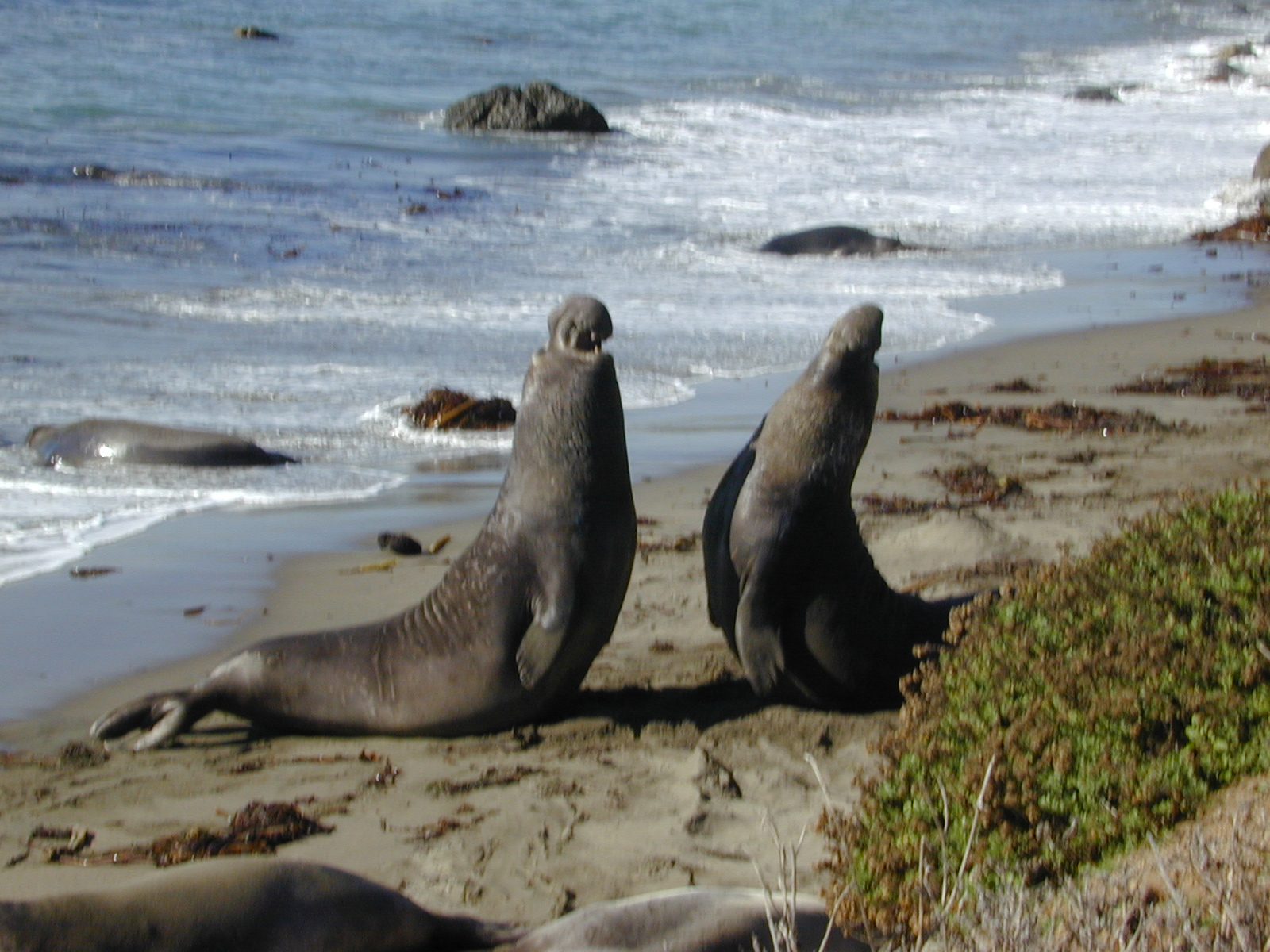
闘うキタゾウアザラシの雄

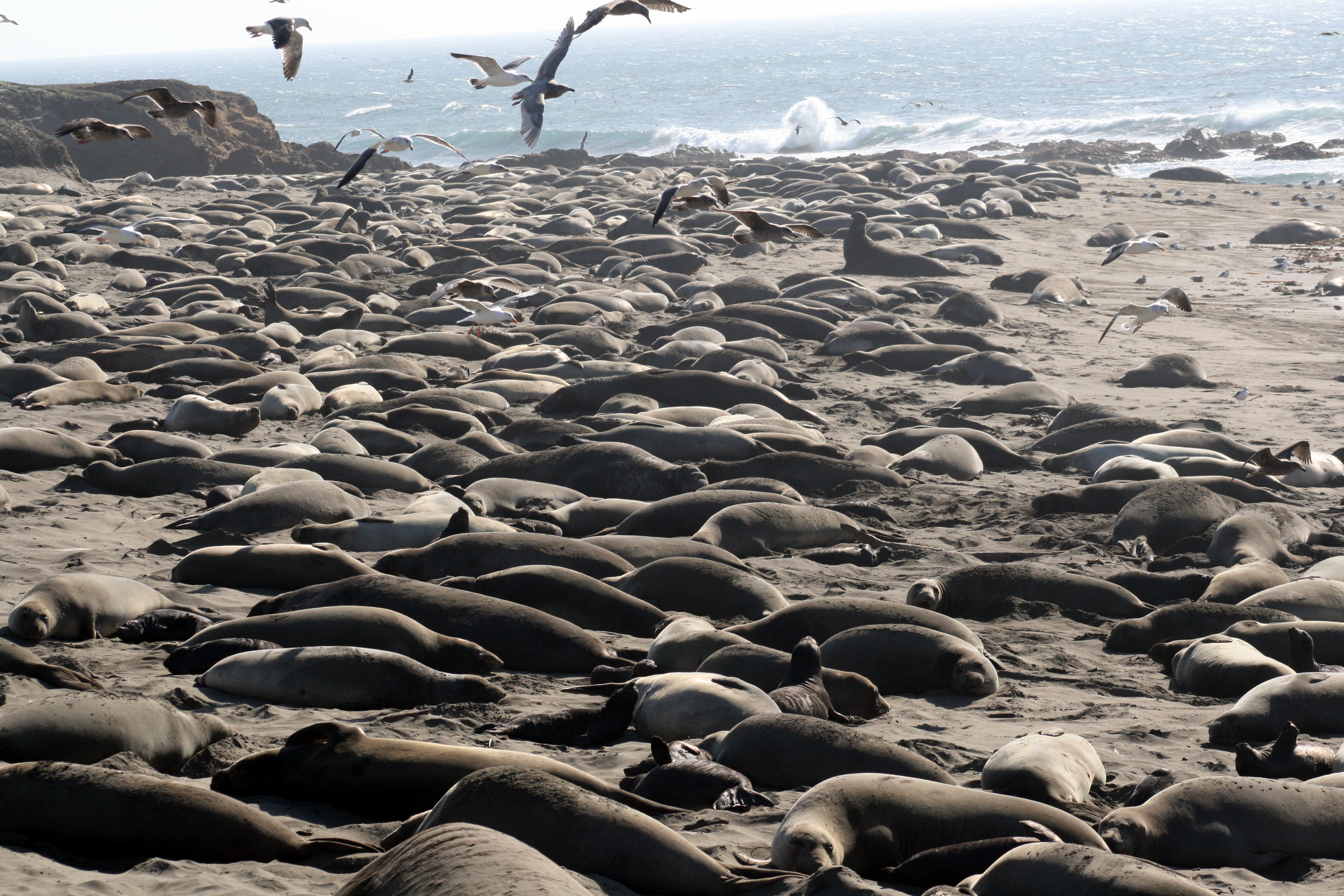
コロニー、米国カリフォルニア州

キタゾウアザラシは主にイカやタコなどの頭足類やヌタウナギ、小さなサメなどの魚類を食べる。
長時間の潜水で知られ、多くは深海において餌を捕る。
雄の場合、通常は300mから800m程度潜水して餌を捕るが、1,500mまで潜水することも可能である。
雌の場合には、身体が小さいこともあって、雄ほどは深くまでは潜水しない。
雄の平均潜水時間は20分程度である（雌は少し短い）が、息継ぎに必要な時間は3分程度に過ぎない。
長い場合には、最長2時間程度の潜水も可能である。
キタゾウアザラシの特に若い個体は、ホホジロザメによって捕食される。
時にはシャチによって捕食されることもあるが、雄の成獣に限っては、その巨体ゆえに襲われにくい。
夏季には非常に派手に換毛し、多くの体毛が抜けてしまう。換毛の間は、新しい毛が生えてくるまで、体温を保つために海岸で過ごす。
この期間には、多くのキタゾウアザラシをアニョ・ヌエボ州立公園（英語版）やポイント・レイズ国立保養海岸（英語版）などカリフォルニア州の保護区域で見ることができる。
しかし、人間や飼い犬による接近が刺激を与えやすく、危険性もあるために観察には注意が必要であり、少なくとも30メートル以上の距離を保つことが推奨されている。また、見かけによらず、陸上でも瞬間的には大部分の人間が走るよりも速く走る事が可能である。